# Kукла
Katarina Rešek, bolje znana po umetniškem imenu КУКЛА (običajno pisano v cirilici z velikimi tiskanimi črkami) oziroma v latinici Kukla, včasih tudi s priimkom Kesherović, slovenska glasbena producentka in režiserka slovenskega in makedonskega rodu, * 1991
Živi in deluje v Ljubljani.

## Kariera

### Glasba
Na glasbeno sceno je prišla leta 2009 z glasbeno skupino Napravi mi dete, v kateri je bila glavna pevka. Poleg nje so bile članice v času razpada skupine tudi Etian Nedić, Jelena Rusjan in Neja Tomšič. Ta glasbeni projekt so kasneje, leta 2016, pretvorile v projekt КУКЛА. Pod imenom Napravi mi dete so bile izdane pesmi "Mitraljez" (2014), "Palma" in "Zvezdana" (2015) ter "Napoleon"  (2016).
Besedila pesmi so večinoma v srbskem jeziku. Glasba je po zvoku elektronska, pri čemer navdih avtorica črpa iz izvajalk, kot so FKA Twigs, Beyoncé, M.I.A., Sevdaliza in Björk, pa tudi iz etno in ljudske glasbe raznih slovanskih narodov ter srbske pop glasbe iz časa Miloševića. Umetnica sama edinstvenemu spoju žanrov pravi "slavic gangsta geisha pop".
V začetku januarja 2019 je izdala svoj debitantski glasbeni album z naslovom Katarina. S strani Mladine in Radia Študent je bil ocenjen pozitivno.

### Režija
Katarina Rešek se ukvarja tudi z režijo. Na Akademiji za režijo, gledališče in film je končala študij filmske in TV režije. Režirala je filme: Kratki rezi (2019), Miss 3000 (2014), Plavanje (2014), Moje ime je ogledalo (2013).  Leta 2013 je prejela nagrado Zlatolaska za dokumentarni film za film Moje ime je ogledalo (podeljuje UL AGRFT - Akademija za gledališče, radio, film in televizijo), leta 2014 pa nagrado za najboljši slovenski film za film Plavanje (podeljuje FEKK - mednarodni festival kratkega filma v Ljubljani).
Režirala je vse lastne videospote ter videospote projekta Napravi mi dete, poleg tega pa med drugimi še videospote za pesmi "Meduze" in "Anakonda" kamniške hip-hop skupine Matter in videopota za pesem "Among the Lull" indie electronic projekta YGT (takrat imenovan Your Gay Thoughts), za pesem "Umru zate" novomeške indie rock skupine MRFY   in za izvajalko Senidah: Mišići, Piješ in Viva Mahalla.

## Zasebno
Ima sina.

## Diskografija
Studijski albumi
- Katarina (2019)

## Filmografija
Režiserka
| Naslov           | Leto | Izvajalec/-ka      | Opombe                                                                      |
| ---------------- | ---- | ------------------ | --------------------------------------------------------------------------- |
| "Palma"          | 2015 | КУКЛА              | Takrat v okviru projekta Napravi mi dete                                    |
| "Meduze"         | 2015 | Matter             | [ 9 ]                                                                       |
| "Among the Lull" | 2015 | Your Gay Thoughts  | [ 11 ]                                                                      |
| "Jate"           | 2016 | Nina Bulatovix     | [ 14 ]                                                                      |
| "Flow"           | 2016 | Matroda            | [ 15 ]                                                                      |
| "Anakonda"       | 2016 | Matter feat. КУКЛА | Na YouTubu je izvajalec še vedno naveden kot "Matter feat. Napravi mi dete" |
| "Crne oči"       | 2017 | КУКЛА              | [ 16 ]                                                                      |
| "Astronaut"      | 2018 | КУКЛА              | [ 17 ]                                                                      |
| "Armine"         | 2018 | КУКЛА              | [ 18 ]                                                                      |
| "Umru zate"      | 2018 | MRFY               | [ 12 ]                                                                      |
| "ljubavjebolest" | 2018 | КУКЛА              | [ 19 ]                                                                      |
| "Šibedah"        | 2019 | КУКЛА              | [ 20 ]                                                                      |
| "Mišići"         | 2019 | Senidah            | [ 21 ]                                                                      |